# Torre Colimena
Torre Colimena este o arie protejată (arie specială de conservare — SAC, sit de importanță comunitară — SCI) din Italia întinsă pe o suprafață de 2.678 ha, din care 65 % marine.

## Localizare
Centrul sitului Torre Colimena este situat la coordonatele 40°16′48″N 17°42′15″E / 40.28°N 17.704167°E.

## Înființare
Situl Torre Colimena a fost declarat sit de importanță comunitară în iunie 1995 pentru a proteja 14 specii de animale. Situl a fost protejat și ca arie specială de conservare în martie 2018.

## Biodiversitate
Situată în ecoregiunea mediteraneană, aria protejată conține 7 habitate naturale: Tufărișuri halofile mediteraneene și termo-atlantice (Sarcocornetea fruticosi), Dune de coastă cu Juniperus spp., Vegetație anuală la limita mareei, Lagune de coastă, Pseudostepă cu ierburi și specii anuale de Thero-Brachypodietea, Păduri de Quercus ilex și Quercus rotundifolia, Straturi cu Posidonia (Posidonion oceanicae).
La baza desemnării sitului se află mai multe specii protejate:
- păsări (13): pescăruș albastru (Alcedo atthis), rață pitică (Anas crecca), stârc roșu (Ardea purpurea), stârc galben (Ardeola ralloides), erete de stuf (Circus aeruginosus), egretă mică (Egretta garzetta), becațină comună (Gallinago gallinago), piciorong (Himantopus himantopus), stârc pitic (Ixobrychus minutus), țigănuș (Plegadis falcinellus), ciocântors (Recurvirostra avosetta), rață cârâitoare (Spatula querquedula), fluierar de mlaștină (Tringa glareola)
- reptile (1): șarpele cu patru dungi (Elaphe quatuorlineata)

Pe lângă speciile protejate, pe teritoriul sitului au mai fost identificate 15 specii de plante, 1 specie de nevertebrate, 4 specii de reptile.